# Sergueï Chelpakov
Sergueï Vassiliévitch Chelpakov (en russe : Сергей Васильевич Шелпаков), né le 18 septembre 1956, à Issilkoul, oblast d'Omsk, en Russie, alors URSS, est un coureur cycliste soviétique, qui a notamment été champion olympique aux Jeux olympiques de Moscou en 1980.

## Biographie
Spécialiste de la course contre-la-montre par équipes, Sergueï Chelpakov a prolongé sa carrière de cycliste en devenant entraineur dans la région de Russie dont il est originaire.  

## Palmarès
- 1974
  -  Champion d'Europe sur route juniors[2].
  -  Champion d'Europe du contre-la-montre par équipes juniors (avec Yuri Zajac, Vladimir Chapovalov et Alexei Tchevchenko)[3]
- 1976
  - 3e étape de la Semaine cycliste bergamasque
- 1977
  - 1re étape du Tour d'Irlande
  - 2e du Tour d'Irlande
- 1979
  -  Champion d'Union soviétique du contre-la-montre par équipes (avec Sergueï Soukhoroutchenkov, Anatoli Yarkine et Youri Kachirine)
- 1980
  -  Champion olympique du contre-la-montre par équipes (avec Youri Kachirine, Oleg Logvine et Anatoli Yarkine)
- 1981
  -  Champion d'Union soviétique du contre-la-montre par équipes (avec Sergueï Pribyl, Sergueï Kadatski et Sergueï Voronine)

## Distinction
- Maître émérite du Sport soviétique (Cyclisme) : 1980